# Prosopocera flava
Prosopocera flava är en skalbaggsart som först beskrevs av Karl Jordan 1894.
Prosopocera flava ingår i släktet Prosopocera och familjen långhorningar. Artens utbredningsområde är Gabon. Inga underarter finns listade i Catalogue of Life.